# Hans Heinrich XV von Hochberg
Il Principe Hans Heinrich XV von Hochberg (Pszczyna, 23 aprile 1861 – Parigi, 31 gennaio 1938) è stato un militare tedesco.

## Biografia

### La famiglia e i primi anni

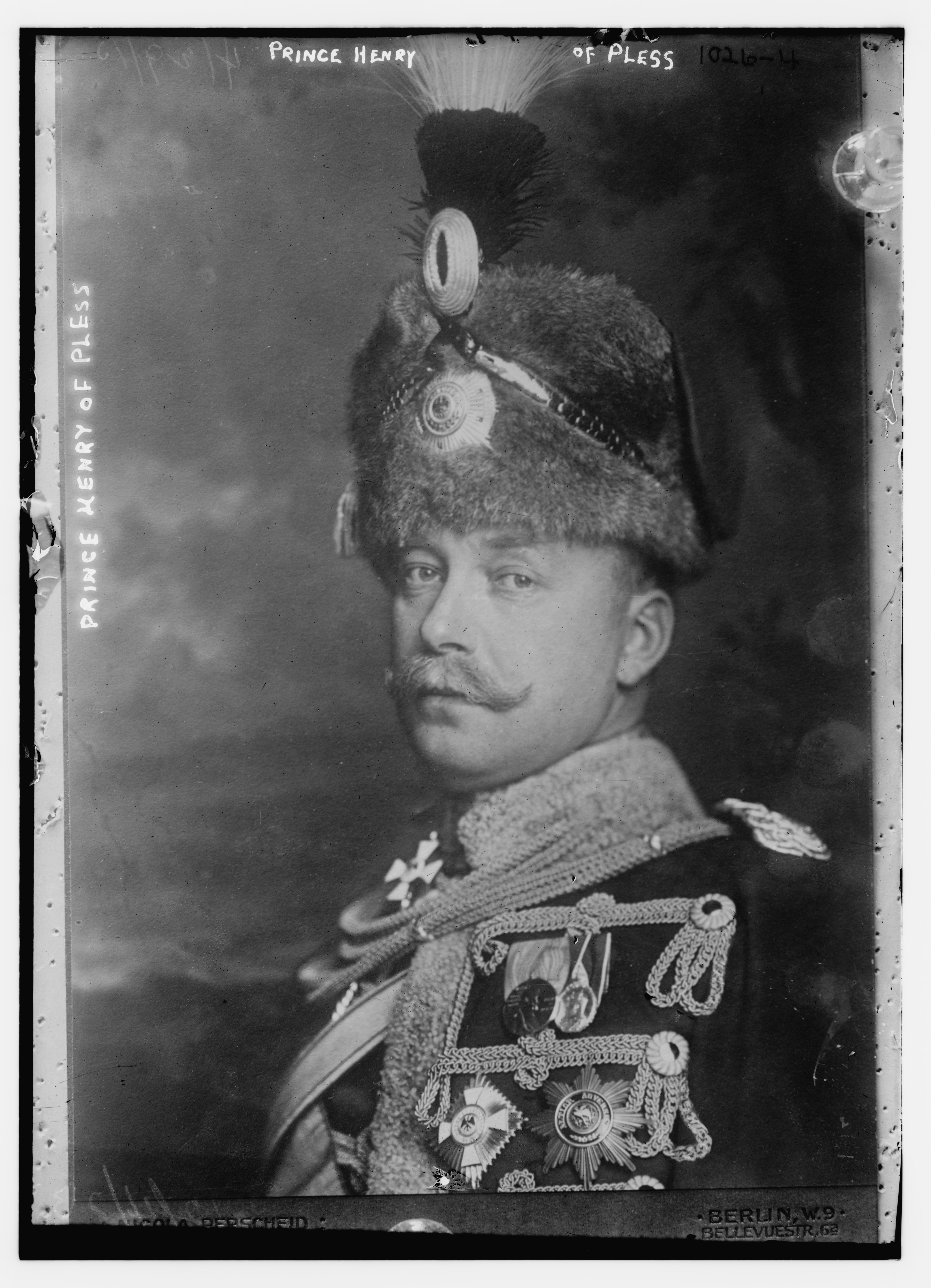
Il principe di Pless in una fotografia scattata a Berlino.

Hans Heinrich apparteneva ad un'antica e nobile famiglia della Slesia, comparsa per la prima volta nell'XI secolo, quando il suo capostipite era stato gentiluomo coppiere di Alberto l'Orso. La sua famiglia possedeva feudi sia in Slesia che in Turingia, ma anche in Polonia presso Białowieża: questi ultimi erano stati donati da Corrado di Masovia ad un membro della famiglia. Gli Hochberg possedevano anche i titoli di principi di Pleß e baroni di Fürstenstein.
Il padre di Hans Heinrich, il generale Hans Heinrich XI von Hochberg era stato uno dei maggiori imprenditori dell'industria tedesca e il secondo uomo più ricco della Germania dopo i Krupp. Il figlio risultava ancora fra i dieci uomini più ricchi del Paese prima dello scoppio della Grande Guerra
Il conte von Hochberg, dopo aver studiato scienze politiche e filosofia all'Università di Berlino ed economia a Ginevra ed a Bonn, aveva intrapreso la carriera militare come il padre diplomandosi al liceo di Santa Maria Maddalena di Breslavia ed aveva raggiunto nel 1880 il grado onorario di colonnello di cavalleria allo Stato maggiore. Negli anni 1881–1882 prestò servizio nel reggimento degli ussari dell'esercito imperiale tedesco. Dopo due anni lasciò l'esercito col grado di tenente.

### La carriera diplomatica e l'esilio
Tra il 1882 ed il 1885, prese parte ad un lungo viaggio intorno al mondo, visitando tra gli altri paesi, l'India ed il Nord America. Al suo ritorno intraprese la carriera diplomatica entrando nel ministero degli esteri a Berlino. Qui si guadagnò l'amicizia dell'erede al trono Guglielmo di Hohenzollern (futuro Guglielmo II di Germania). In 1886, Hans Heinrich venne spostato a Bruxelles e l'anno successivo divenne attaché dell'ambasciata tedesca a Parigi. Fu quindi nominato segretario di legazione a Londra, dove conobbe e sposò poi l'8 dicembre 1891 Mary Theresa "Daisy" Cornwallis-West, una discendente del generale Charles Cornwallis.
Alla morte del padre, nel 1907, von Hochberg ne ereditò le proprietà. kaiser Guglielmo II lo accolse nel suo entourage. Nonostante fosse un militare, era contrario alla guerra, ma dovette partecipare alla prima guerra mondiale come colonnello di un reggimento di Ussari operando nello Stato maggiore di von Hindenburg sul fronte orientale. Dopo il conflitto von Hochberg perse le sue terre polacche e con la Rivoluzione di novembre anche la sovranità sul suo principato tedesco. Abbandonò allora la Germania e si trasferì prima in Danimarca e poi, dopo il divorzio della prima moglie, in Spagna, dove fu accolto nella cerchia di Alfonso XIII. Qui partecipò attivamente al conflitto politico tra i conservatori-rivoluzionari comandati prima da de Rivera e poi da Franco, e i monarchici sostenitori del re, ovviamente dalla parte di questi ultimi, e ricevette il grado onorario di tenente colonnello dell'esercito spagnolo.

### Gli ultimi anni

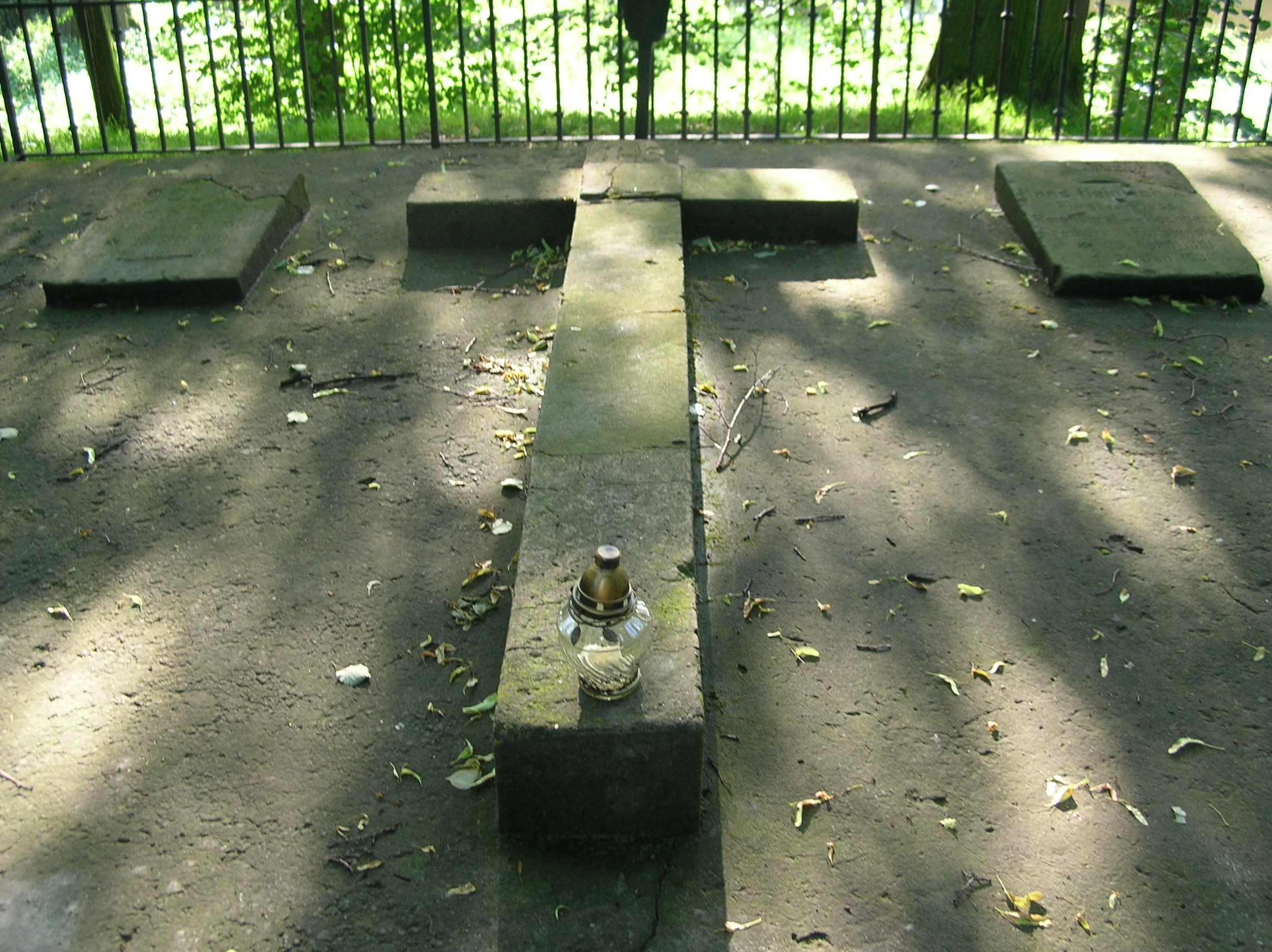
Tomba della famiglia Hochberg nel castello di Pszczyna

Esiliato in Francia, fu colpito dalla notizia del crollo delle sue aziende industriali ma, con il poco rimastogli della favolosa fortuna di suo padre, riuscì a stabilirsi sulla Costa Azzurra partecipando intensamente alle attività della Croce Rossa della quale era membro. Nel 1937 il governo tedesco, in memoria delle azioni compiute in guerra, gli donò i ricavati del 56% della produzione agricola dei suoi ex terreni, ma ciononostante il conte non volle più tornare in Germania.
Morì d'infarto all'hotel Ritz di Parigi. Le sue spoglie vennero trasportate in Slesia e sepolte nel parco del castello di Pszczyna.

## Matrimoni e figli
In 1890, Hans Heinrich XV conobbe a Londra la giovane Mary Theresa Olivia Cornwallis-West detta famigliarmente "Daisy". Dal momento che la famiglia Cornwallis-West era di molto impoverita, gli Hochberg vennero costretti ad organizzare e pagare integralmente il matrimonio tra i due. La cerimonia di nozze venne celebrata nella chiesa di St. Margaret's a Westminster l'8 dicembre 1891. Tra gli invitati più noti si ricordano Edoardo, principe di Galles e la moglie Alessandra, mentre la regina Vittoria personalmente diede la propria benedizione alla coppia. Gli sposi ebbero insieme i seguenti figli:
- Una figlia (25 febbraio 1893 – 11 marzo 1893)
- Hans Heinrich XVII William Albert Edward (2 febbraio 1900 – 26 gennaio 1984), principe di Pless, si sposò due volte ma non ebbe eredi
- Alexander Frederick William George Conrad Ernest Maximilian (1 febbraio 1905 – 22 febbraio 1984), principe di Pless, celibe e senza eredi
- Bolko Conrad Frederick (23 settembre 1910 – 22 giugno 1936), sposò la sua matrigna (seconda moglie di suo padre) Clotilde de Silva y González de Candamo (19 luglio 1898 – 12 dicembre 1978) e causò uno scandalo. La coppia ebbe insieme due figli: Hedwig Maria e Bolko Constantine..

Il 22 ottobre 1922, la coppia divorziò.
Il 25 gennaio 1925 a Londra sposò in seconde nozze Clotilde de Silva y González de Candamo (19 luglio 1898 – 12 dicembre 1978), una nobildonna spagnola, figlia del 10º marchese di Arcicóllar. La coppia ebbe insieme due figli:
- Beatrice Maria Luise Margaret (n. 15 luglio 1929). Si sposò due volte ed ebbe figli.
- Conrad Joseph Hans (12 giugno 1930 – 29 novembre 1934).

Anche questo matrimonio si concluse con un divorzio nel 1934 per uno scandalo di famiglia: Clotilde aveva sedotto il figlio minore di Hans Heinrich XV, Bolko Conrad Frederick, nato dal suo primo matrimonio. I due successivamente si sposarono ed ebbero insieme due figli, Hedwig Maria e Bolko Constantine, unico nipote e prosecutore della casata.

## Posizioni militari onorarie
| Forza militare                    | Unità              | Posizione  |
| --------------------------------- | ------------------ | ---------- |
| Forze armate del Regno di Prussia | Esercito prussiano | Colonnello |

## Albero genealogico
|                                                      |                    |                                                | Genitori                                       |  |  | Nonni |  |  | Bisnonni                      |  |  | Trisnonni                    |  |
|                                                      |                    |                                                |                                                |  |  |       |  |  | Hans Heinrich VI von Hochberg |  |  | Hans Heinrich V von Hochberg |  |
|                                                      |                    |                                                |                                                |  |  |       |  |  | Hans Heinrich VI von Hochberg |  |  | Hans Heinrich V von Hochberg |  |
|                                                      |                    | Cristina Enrichetta Luisa di Stolberg-Stolberg |                                                |  |  |       |  |  | Hans Heinrich VI von Hochberg |  |  |                              |  |
| Hans Heinrich X von Hochberg, I principe di Pless    |                    |                                                |                                                |  |  |       |  |  | Hans Heinrich VI von Hochberg |  |  |                              |  |
|                                                      |                    | Anna Emilia di Anhalt-Köthen-Pless             | Federico Ermanno di Anhalt-Köthen-Pleß         |  |  |       |  |  |                               |  |  |                              |  |
|                                                      |                    | Anna Emilia di Anhalt-Köthen-Pless             | Federico Ermanno di Anhalt-Köthen-Pleß         |  |  |       |  |  |                               |  |  |                              |  |
|                                                      |                    | Anna Emilia di Anhalt-Köthen-Pless             | Luisa Ferdinanda di Stolberg-Wernigerode       |  |  |       |  |  |                               |  |  |                              |  |
| Hans Heinrich XI von Hochberg, II principe di Pless  |                    | Anna Emilia di Anhalt-Köthen-Pless             |                                                |  |  |       |  |  |                               |  |  |                              |  |
|                                                      |                    | Friedrich Ludwig Wilhelm von Stechow           | Arend Friedrich von Stechow                    |  |  |       |  |  |                               |  |  |                              |  |
|                                                      |                    | Friedrich Ludwig Wilhelm von Stechow           | Arend Friedrich von Stechow                    |  |  |       |  |  |                               |  |  |                              |  |
|                                                      |                    | Friedrich Ludwig Wilhelm von Stechow           | Dorothea Hildebrandt                           |  |  |       |  |  |                               |  |  |                              |  |
| Ida von Stechow                                      |                    | Friedrich Ludwig Wilhelm von Stechow           |                                                |  |  |       |  |  |                               |  |  |                              |  |
|                                                      |                    | Caroline von der Recke                         | Carl Wilhelm Friedrich Leopold von der Recke   |  |  |       |  |  |                               |  |  |                              |  |
|                                                      |                    | Caroline von der Recke                         | Carl Wilhelm Friedrich Leopold von der Recke   |  |  |       |  |  |                               |  |  |                              |  |
|                                                      |                    | Caroline von der Recke                         | Ottina von Eickstedt-Peterswaldt               |  |  |       |  |  |                               |  |  |                              |  |
| Hans Heinrich XV von Hochberg, III principe di Pless |                    | Caroline von der Recke                         |                                                |  |  |       |  |  |                               |  |  |                              |  |
|                                                      | Leopold von Kleist | Carl Wilhelm von Kleist                        |                                                |  |  |       |  |  |                               |  |  |                              |  |
|                                                      | Leopold von Kleist | Carl Wilhelm von Kleist                        |                                                |  |  |       |  |  |                               |  |  |                              |  |
|                                                      | Leopold von Kleist | Eva Luise Eleonore von Schlomach               |                                                |  |  |       |  |  |                               |  |  |                              |  |
| Eduard von Kleist                                    | Leopold von Kleist |                                                |                                                |  |  |       |  |  |                               |  |  |                              |  |
|                                                      |                    | Auguste Friederike von Klitzing                | Carl Gottlieb Friedrich von Klitzing           |  |  |       |  |  |                               |  |  |                              |  |
|                                                      |                    | Auguste Friederike von Klitzing                | Carl Gottlieb Friedrich von Klitzing           |  |  |       |  |  |                               |  |  |                              |  |
|                                                      |                    | Auguste Friederike von Klitzing                | Henriette Gottliebe von Klitzing               |  |  |       |  |  |                               |  |  |                              |  |
| Marie von Kleist                                     |                    | Auguste Friederike von Klitzing                |                                                |  |  |       |  |  |                               |  |  |                              |  |
|                                                      |                    | Hans Heinrich VI von Hochberg                  | Hans Heinrich V von Hochberg                   |  |  |       |  |  |                               |  |  |                              |  |
|                                                      |                    | Hans Heinrich VI von Hochberg                  | Hans Heinrich V von Hochberg                   |  |  |       |  |  |                               |  |  |                              |  |
|                                                      |                    | Hans Heinrich VI von Hochberg                  | Cristina Enrichetta Luisa di Stolberg-Stolberg |  |  |       |  |  |                               |  |  |                              |  |
| Louise von Hochberg                                  |                    | Hans Heinrich VI von Hochberg                  |                                                |  |  |       |  |  |                               |  |  |                              |  |
|                                                      |                    | Anna Emilia di Anhalt-Köthen-Pless             | Federico Ermanno di Anhalt-Köthen-Pleß         |  |  |       |  |  |                               |  |  |                              |  |
|                                                      |                    | Anna Emilia di Anhalt-Köthen-Pless             | Federico Ermanno di Anhalt-Köthen-Pleß         |  |  |       |  |  |                               |  |  |                              |  |
|                                                      |                    | Anna Emilia di Anhalt-Köthen-Pless             | Luisa Ferdinanda di Stolberg-Wernigerode       |  |  |       |  |  |                               |  |  |                              |  |
|                                                      |                    | Anna Emilia di Anhalt-Köthen-Pless             |                                                |  |  |       |  |  |                               |  |  |                              |  |